# Jacques Masteau
Jacques Masteau, né le 18 juillet 1903 à Poitiers (Vienne) et mort le 27 mars 1994 dans sa ville natale, est un homme politique français.

## Mandats électoraux
- Député Gauche démocratique et radicale indépendante de la Vienne de 1936 à 1940. Son élection a été organisée dans le cadre d'une alliance anti-Front populaire d'entente républicaine orchestrée par René Savatier
- Maire de Verrières de 1935 à 1941.
- Maire de Poitiers de 1941 à 1944 puis de 1952 à 1965.
- Sénateur de la Vienne de 1948 à 1968.

## Fonctions politiques
- Membre du bureau national du Parti radical indépendant
- Membre du bureau national du Rassemblement des gauches républicaines
- Vice-président du groupe du RGR et de la GD au Sénat.

## Autres fonctions
- Bâtonnier du Barreau de Poitiers de 1950 à 1952.
- Le 10 juillet 1940, il vote les pleins pouvoirs au maréchal Pétain.

## Sources
- « Jacques Masteau », dans le Dictionnaire des parlementaires français (1889-1940), sous la direction de Jean Jolly, PUF, 1960 [détail de l’édition]